# Tityopsis inaequalis
Espèce
Synonymes
- Tityus inexpectatus inaequalis Armas, 1974

Tityopsis inaequalis est une espèce de scorpions de la famille des Buthidae.

## Distribution
Cette espèce est endémique de la province de Pinar del Río à Cuba. Elle se rencontre dans la Sierra de los Órganos.

## Description
Les mâles mesurent de 26 à 29 mm et les femelles de 33 à 36 mm.

## Systématique et taxinomie
Cette espèce a été décrite sous le protonyme Tityus inexpectatus inaequalis par Armas en 1974. Elle suit son espèce dans le genre Tityopsis en 1984. Elle est élevée au rang d'espèce par Lourenço et Vachon en 1996.

## Publication originale
- Armas, 1974 : « Escorpiones del Archipiélago Cubano. III. Género Tityus C.L. Koch 1836 (Scorpionidae: Buthidae). » Poeyana, no 135, p. 1-15.